# 別爾斯科縣

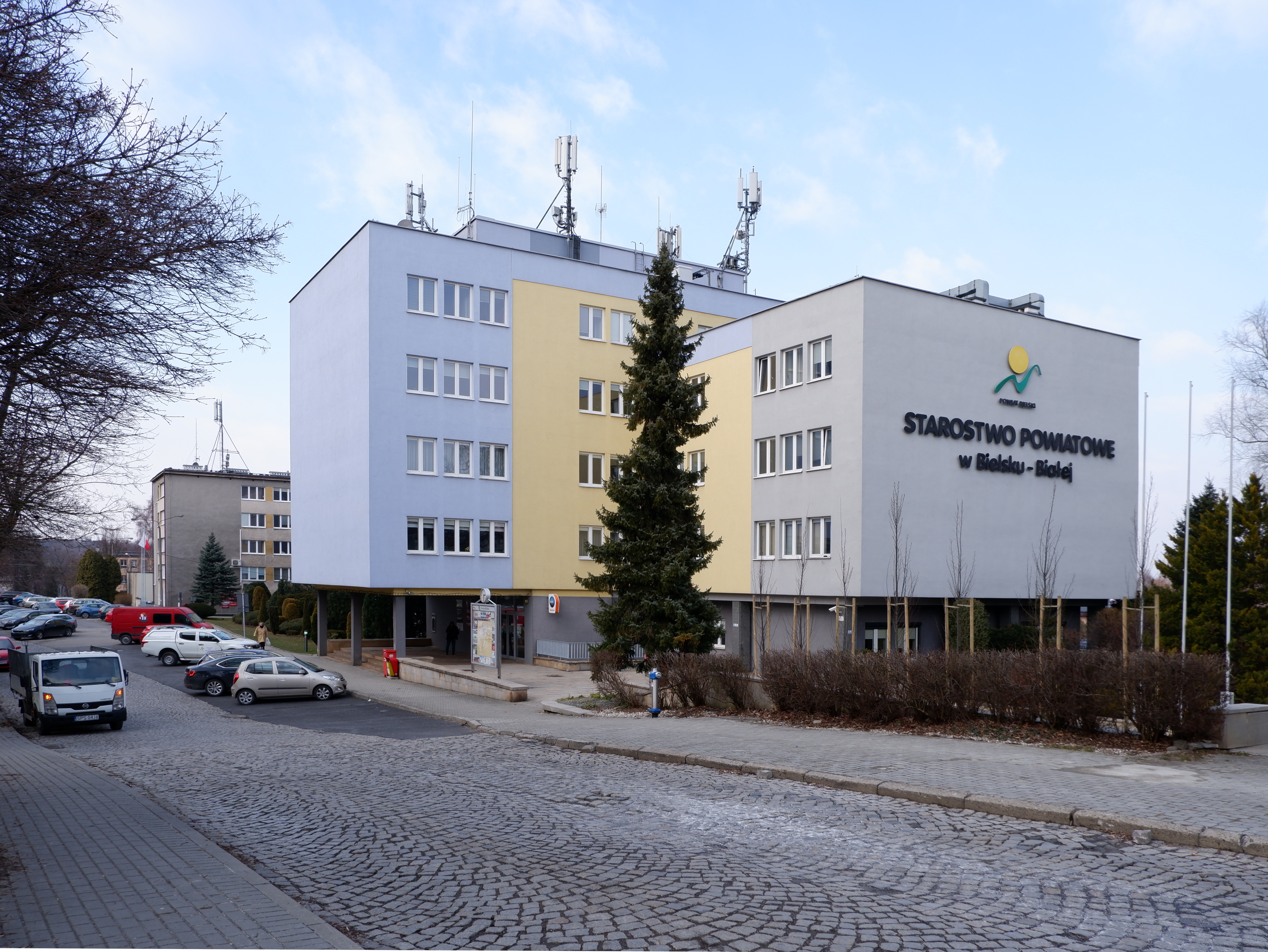

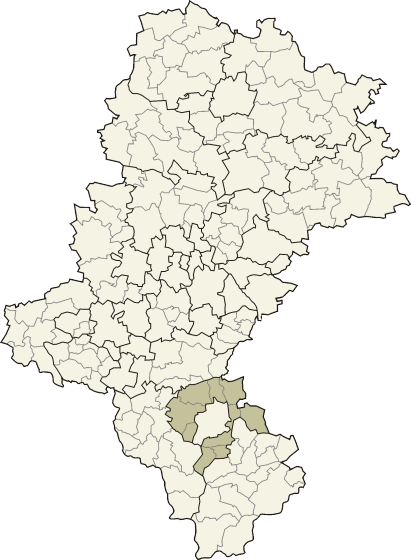

49°49′N 19°02′E / 49.817°N 19.033°E
別爾斯科縣（波蘭語：Powiat bielski），是波蘭的縣份，位於該國南部，由西里西亞省負責管轄，首府設於別爾斯科-比亞瓦，面積457平方公里，2006年人口150,764，人口密度每平方公里330人。